# La gondola delle chimere
La gondola delle chimere (La Gondole aux chimères) è un film del 1936 diretto da Augusto Genina. Il film, una co-produzione italo-francese, fu girato negli studi Cines. La sceneggiatura è tratta dal romanzo La Gondole aux chimères di Maurice Dekobra che appare come autore dei dialoghi.

## Trama
Una nobildonna inglese, Lady Diana Wynham, è innamorata di un conte veneziano, Angelo Ruzzini, senza sapere che è una spia contro la Turchia e nemico personale di Selim Pascià. Ruzzini viene arrestato da un generale turco e condannato a morte per avere attentato alla vita del Pascià. Lady Diana è pronta a sacrificare il suo onore per salvarlo, offrendosi al nemico, ma, presa da uno scatto di follia e d'ira, si scaglia contro di lui, che cade a terra spezzando con un piede un'urna di vetro in cui custodiva un serpente velenoso. Selim viene morso e muore, il conte viene giustiziato e Lady Diana si fa suora.

## Produzione
Prodotto dall'italiana Tiberia Film e dalla francese Hélianthe Film, fu girato negli studi romani della Cines; è il primo film girato in Italia con esterni in Jugoslavia: la preparazione seguita da Genina e Maurice Dekobra fu fatta in Germania e Francia e durò quasi dieci anni.

## Distribuzione
Distribuito dalla Grandi Film S.A. (SANGRAF), uscì nelle sale cinematografiche italiane nel marzo 1936. In Francia, fu presentato al pubblico il 10 aprile con il titolo originale La Gondole aux chimères.
L'edizione italiana fu censurata enormemente e sembra che in Italia non ne esista più una copia.

## Colonna sonora
All'interno della colonna sonora vi è il brano musicale Napoli piange e ride, inciso da Miscel, che qualche anno dopo darà il titolo all'omonimo film.

## Critica
- "...da quel romanzone-romanzaccio [Genina] ha saputo trarre un film abilissimo, che gradua i suoi effetti..." (Mario Gromo)
- "Una maggiore precisione di ambiente e di narrazione, una caratterizzazione più precisa dei protagonisti e un più rapido senso dell'avventura non avrebbero nuociuto a questo film che Genina ha diretto." (Dino Falconi, Il Popolo d'Italia, 13 marzo 1936)
- "L'elemento più scadente è il soggetto ricavato dal romanzo di Dekobra, ma i francesi finanziatori lo hanno imposto."[5]